# Mischpoke
Mischpoke, auch Mischpoche, Meschpoke oder Muschpoke, ist ein auf das hebräische מִשְׁפָּחָה ([miʃpa'χa] ‚Familie‘) zurückgehender Jiddismus in der Bedeutung ‚Familie, Gesellschaft, Sippschaft‘, der Anfang des 19. Jahrhunderts in der abwertenden Bedeutung ‚Gesindel, Diebesbande‘ in die deutsche Umgangssprache übernommen wurde. Während die Bezeichnung im Jiddischen wertneutral verwendet wird, hat das Wort im Deutschen häufig eine abwertende Bedeutung. Der Duden, der den Begriff 1941 aufnahm, definiert Mischpoke heute als salopp abwertend in der Bedeutung „jemandes Familie, Verwandtschaft“ und „üble Gesellschaft, Gruppe von unangenehmen Leuten“.

## Begriffsgeschichte
Entlehnt wurde das Wort über das Rotwelsche aus dem Westjiddischen für hebräisch משפּחה ‚Familie, Sippschaft, Sippe, Verwandtschaft‘, welches seinerseits dem gleichbedeutenden und ebenfalls nicht abwertenden Wort im Hebräischen (מִשׁפָּחָ(ה = mišpāḥā(h) entstammt. Laut dem Variantenwörterbuch des Deutschen sind die Sprachvarianten Mischpoke und Muschpoke einzig in Deutschland gebräuchlich; die Variante Mischpoche findet hingegen sowohl in Österreich als auch in Deutschland Verwendung.
Brockhaus’ Kleines Konversations-Lexikon definierte 1911: 

„Mischpōke (jüd.-deutsch), eigene Familie, jetzt im verächtlichen Sinne: Sippschaft.“

Meyers Großes Konversations-Lexikon 1909 auch in antisemitischer Hinsicht als: 

„Mischpōke (verderbt aus hebr. mischpâchâh, ‚Familie‘), verächtlich für Judensippe, -Gesellschaft.“

In älteren Belegen wurde Mischpoche eher familiär verwendet, so heißt es in Wanders Deutsches Sprichwörter-Lexikon 1873 zu der Redewendung „Es liegt an der Mischpoche“ etwa:

„Es ist von den Aeltern ererbt, oder es ist Naturanlage. Mischpachah […] Familie. Die Redensart wird in gutem wie in schlimmem Sinne gebraucht, von Familientugenden wie von Familienfehlern.“

## Verwendungsbeispiele
Der jiddische Schriftsteller Hirsch David Nomberg schrieb 1913 ein Schauspiel Di mischpoche. 2015 wurde selbstironisch die europäische Makkabiade in Berlin unter anderem mit dem Slogan „Die ganze Mischpoke ist am Start“ beworben.
Die deutsch-jüdische Schriftstellerin Marcia Zuckermann brachte 2016 den Familienroman Mischpoke! heraus, der in Romanform u. a. aus ihrer Familiengeschichte berichtet.